# روس أرشيبالد
روس أرشيبالد (بالإنجليزية: Ross Archibald)‏ (29 سبتمبر 1994 في أستراليا - ) هو لاعب كرة قدم أسترالي في مركز الوسط. لعب مع فورتونا دوسلدورف ونادي ملبورن سيتي وBentleigh Greens SC ‏ وOlympic FC ‏ وQAS NTC ‏.

## وصلات خارجية
- روس أرشيبالد على موقع قاعدة بيانات كرة القدم.إي يو (الإنجليزية)
- روس أرشيبالد على موقع Soccerway.com (الإنجليزية)